# 정성현 (범죄인)
정성현(1969년 7월 14일 ~)은 2005년 군포 부녀자 살인 사건과 2008년 안양 초등학생 납치 살해 사건의 범인이다.

## 생애
1969년 7월 14일 충청남도 보령군(현 보령시)에서 버스 운전기사인 아버지와 미용사인 어머니 사이에서 2남 1녀 중 장남으로 태어났다. 
유년 시절 서울로 상경한 이후 중학교 2학년 때까지 상위권 성적을 기록하며 특별한 문제 없이 잘 컸다고 한다. 
하지만 그 후 가정불화가 시작되었고, 결국 고등학교 1학년 때 부모의 이혼을 겪게 된다.  
그 후 어머니는 그의 곁을 떠나고 아버지는 자녀들을 위해 최선을 다했지만 역부족이었는지 새어머니를 들여 재혼을 하게 된다. 
새어머니하고 같이 살기 시작한 정성현은 '어머니에게 언제 버려질지 모른다'는 두려움 속에서 살았다고 한다. 
거기에 한술 더 떠서 아버지하고 새어머니 사이에 이복동생 2명이 생기게 되자 두려움이 더욱 커졌다고 한다. 
설상가상으로 아버지가 이복동생들을 편애한 것으로 인해 심한 폭력이 더해져 비정상적으로 변하기 시작했다. 
정성현은 유년기에도 아버지로부터 폭력하고 학대에 시달렸으며 초등학교(1976~81), 중학교(1982~84) 재학 당시에는 동급생들로부터 집단따돌림에 시달리는 바람에 결국 고등학교 생활에도 제대로 적응하지 못하였다(우리나라 초등학교하고 중학교는 나라에서 법으로 정한 의무 교육 과정이기 때문에 어쩔 수 없이 다녀야 함). 
이로 인해 자신의 감정을 억누르지 못하는 충동적인 성격을 갖게 됐다고 한다.
고등학교 졸업 후인 1987년에는 대림대학교 컴퓨터학과에 합격하였고 이후 군 부사관에 지원해 5년 후 제대한 뒤 대학교도 별 문제 없이 졸업을 했다.

## 군포 부녀자 상해치사 사건
정성현은 2005년 8월 경기도 군포시에서 노래방 도우미였던 정덕순(당시 44세·여)을 때려 숨지게 한 뒤 시신을 버렸다.

## 안양 초등학생 살인 사건
정성현은 안양시의 한 자취방에서 은둔하며 지내다가 2008년 12월 4일 교회에서 성탄예배를 마치고 놀이터에서 놀던 이혜진(당시 10세), 우예슬(당시 8세) 양을 유괴하여 성폭행 후 토막 살해하고, 수원시 권선구 호매실동 과천-봉담간 고속화도로 호매실 나들목 인근 야산에 암매장하였다(이듬해 1월 13일 그곳에서 동원 훈련 중이던 예비군에 의해 발견되었음).
정성현이 렌터카 회사에서 빌린 차량에서 이혜진, 우예슬 양의 혈흔이 나왔고, 2009년 1월 18일 오후 충청남도 보령시 어머니 집에서 검거됐다.
검거 초기에 사건 연루사실을 거듭 부인하던 정성현은 결국 범행 일체를 자백했다.

## 판결
2010년 7월 19일 수원지방법원은 안양 초등생과 군포 부녀자 정덕순(44세) 등 총 3명을 토막 살해한 범인 정성현에게 사형을 선고하였다. 
정성현은 이 날 판결에 불복해 고등법원에 항소하였으나, 2010년 12월 17일 서울고등법원도 정성현에게 사형을 선고하였다. 
정성현은 역시 이 날 판결에 불복해 대법원에 상고하였으나, 이듬해 2011년 12월 29일 대법원이 상고를 기각하고 사형을 선고한 원심을 확정하여 수감 중이다